# Half Dome Trail
Le Half Dome Trail est un sentier de randonnée américain situé dans la partie du parc national de Yosemite qui relève du comté de Mariposa, en Californie. Il permet d'atteindre le sommet du Half Dome, qui culmine à 2 685 mètres d'altitude dans la Sierra Nevada, depuis la vallée de Yosemite. Protégé au sein de la Yosemite Wilderness, il est inscrit au Registre national des lieux historiques depuis le 15 août 2012.